# Castrillo del Condado
Castrillo del Condado (antes llamado Castrillo de Porma) es una localidad española, perteneciente al municipio de Vegas del Condado, en la provincia de León y la comarca de Tierra de León, en la Comunidad Autónoma de Castilla y León.
Situado en la margen derecha del Río Porma.
Los terrenos de Castrillo del Condado limitan con los de Villafruela del Condado al norte, Cañizal de Rueda y Valduvieco al noreste, Villarratel al este, Santa Olaja de Eslonza y Villarmún al sueste, Villimer al sur, Santa Olaja de Porma al suroeste y Secos del Condado al oeste.

## Toponimia
Castrillo, de Castrellum, diminutivo de Castrum, "campamento fortificado o fortificación".
Condado, del latín Cominatus, "cortejo, acompañamiento", "dignidad honorífica de conde" o "territorio o lugar a que se refiere el título nobiliario de conde y sobre el cual ejercía éste antiguamente señorío" (en referencia a los Nuñez de Guzmán); o del céltico Condate, "confluencia" (en referencia a los ríos Porma y Curueño).
Castriello (año 913), Castrello de Porma (año 1120).

## Historia
Localidad en la provincia, diócesis y partido judicial de León, audiencia territorial y capitanía general de Valladolid, ayuntamiento de Vegas del Condado. Situado a la margen izquierda del río Porma; su clima es sano. Tiene iglesia  parroquial de San Julián y Santa Basilisa servida por un cura de ingreso y presentación particular.  Confina al norte con San Vicente del Condado; al este con Gradefes; al sur con Villimer, y al oeste con Secos. El terreno es de buena calidad, escaso en arbolado, y le fertilizan las aguas del Porma o Curueño. Produce: trigo, centeno, cebada, legumbres, lino, pastos y ganados; cría alguna, caza y pesca.